# 乔瓦尼·卡诺瓦
乔瓦尼·卡诺瓦（義大利語：Giovanni Canova，1880年7月27日—1960年10月28日），意大利男子击剑运动员。他曾获得1920年夏季奥运会男子重剑团体金牌和1924年夏季奥运会男子重剑团体铜牌。